# Kurznasen-Doktorfisch
Der Kurznasen-Doktorfisch (Naso unicornis), auch Blauklingen-Doktorfisch genannt, ist eine Art aus der Familie der Doktorfische.

## Verbreitung
Er lebt im Roten Meer sowie im Indopazifik, wo er von den Küsten Ostafrikas bis nach Hawaii und Südjapan zu beobachten ist. Er kommt dort in Lagunen und vor steilen Riffs bis zu einer Gewässertiefe von 60 Meter vor. Gelegentlich ist er auch in Höhlen zu beobachten; er hält sich jedoch überwiegend in Riffkanälen und ähnlichen Regionen mit stark bewegten Wasser auf.

## Aussehen
Wie bei allen Doktorfischarten hat auch der Kurznasen-Doktorfisch einen seitlich abgeflachten und länglich ovalen Körper. Er erreicht eine Körperlänge von bis zu 70 cm. Auf seiner Stirn befindet sich die hornartige, nasenförmige Ausstülpung, die für die Gattung der Nasendoktorfische namensgebend ist. Der ebenfalls häufige Name für diese Art, Blauklingen-Doktorfisch, bezieht sich die auffällig blauen Hornplatten (auch Klingen oder Skalpelle genannt), die sich vor der Schwanzwurzel befinden. Sie dienen wie bei allen Doktorfischen lediglich als Defensivwaffe. Ein deutlicher Unterschied zwischen den Geschlechtern besteht nicht. Bei älteren Männchen sind jedoch häufig das Horn sowie die Klingen etwas stärker ausgebildet als bei Weibchen.
Die Körperfärbung des Kurznasen-Doktorfisch ist graublau bis graubräunlich. Auf der Flanke trägt er außerdem etwas dunklere Längsbinden.

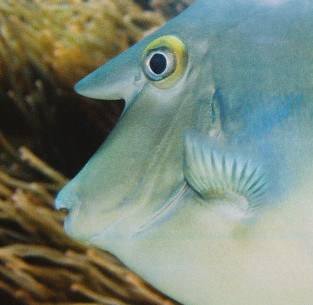
Die hornartige Auswülstung am Kopf
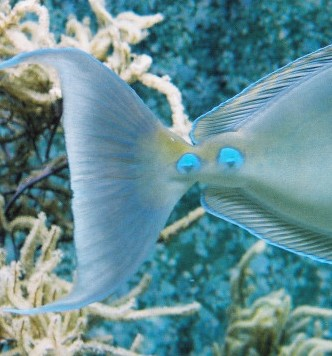
Die dornartigen Hornplatten vor der Schwanzwurzel
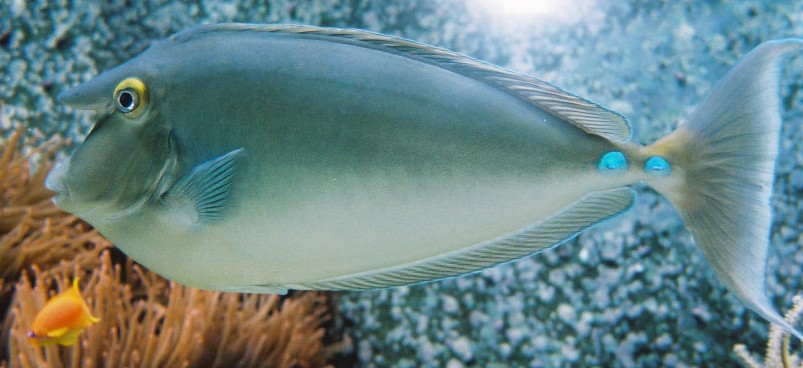
Kurznasen-Doktorfisch

## Verhalten
Der tagaktive Kurznasen-Doktorfisch lebt von Zooplankton. Nur selten ist er in Trupps zu beobachten; er lebt überwiegend solitär oder als Paar.

## Aquarienhaltung
Aufgrund seiner maximalen Körperlänge und seines großen Schwimmtriebs ist der Kurznasen-Doktorfisch für normale Aquarien nicht geeignet. In öffentlichen Schauaquarien wird der Fisch jedoch gelegentlich gezeigt.